# Тимелія вусата
Тиме́лія вусата (Malacopteron magnirostre) — вид горобцеподібних птахів родини Pellorneidae. Мешкає в Південно-Східній Азії.

## Опис
Довжина птаха становить 18 см. вага 16-25 г. Верхня частина тіла темно-коричнева, нижня частина тіла білувата. У представників номінативного підвиду тім'я оливково-коричневе, від дзьоба до очей іде сіра смуга, під дзьобом сірі "вуса".

## Підвиди
Виділяють два підвиди:
- M. m. magnirostre (Moore, F, 1854) — Малайський півострів, Суматра і острови Анамбас[en];
- M. m. cinereocapilla (Salvadori, 1868) — Калімантан.

## Поширення і екологія
Вусаті тимелії мешкають на півдні Таїланду і М'янми, в Малайзії, Індонезії і Брунеї. Раніше вони зустрічалися в Сінгапурі, однак нині, імовірно, локально там вимерли. Вусаті тимелії живуть у вологих рівнинних тропічних лісах, чагарникових заростях, на болотах та на каучукових плантаціях. Зустрічаються на висоті до 915 м над рівнем моря. Живляться комахами, шукають їх в середньому ярусі лісу, на висоті від 4 до 6 м над землею.